# Satcha Pretto
Satcha Pretto Padilla es una periodista hondureña, ganadora de un premio Emmy y copresentadora del programa Despierta América.

## Primeros años
Satcha nació en La Paz, Honduras, es hija de la hondureña Liz Padilla y el panameño Rolando Pretto. Satcha vivió en Tegucigalpa desde los tres años de edad hasta los 18 años. Su padre falleció de un infarto al miocardio en 1996.

## Estudios
Satcha estudió en las escuelas bilingües "Mayan Elementary School" y "Macris School" en Tegucigalpa. Las excelentes calificaciones de Satcha le hicieron merecedora de una beca para estudiar en la universidad Angelo State University en San Angelo, Texas. En 2001 obtiene su Bachellor of Arts en Comunicaciones. Ella habla inglés y español en forma fluida.

## Carrera
Mientras era estudiante de secundaria en Honduras, a la edad de 17 tuvo la oportunidad de trabajar en una estación de radio por medio de la asociación nacional de radiodifusores de Honduras. Fue contratada por Suprema Stereo 99.5 en Tegucigalpa, donde recibió un intenso entrenamiento de tres meses antes de comenzar a ser presentadora. Su debut en radio como presentadora de un show en vivo de tres horas llegó en agosto de 1997. Satcha presentaba el show (con su uniforme escolar) por un año.
Ella inició su carrera profesional como presentadora de televisión en Midland-Odessa, Texas como reportera y presentadora del programa nocturno de KTLE-Telemundo. Ella también fue reportera para el canal 9 (KWES-TV), una estación de telemundo afiliada a la NBC. Pretto trabajo en el oeste de Texas desde 2002 a 2003.
En octubre de 2003, Satcha se mudó a Dallas, Texas, donde fue contratada para ser copresentadora del canal 23 (KUVN, afiliado a Univision) en el programa de noticias de las cinco de la tarde "Cinco en Punto" y como reportera del noticiero nocturno "Edición Nocturna". Mientras trabajaba con KUVN colaboraba con la empresa CNN como reportera para Anderson Cooper 360 y para Paula Zahn Now. La entrevista más memorable de Pretto la realizó en marzo de 2006 a la famosa escritora Isabel Allende.
El 13 de julio de 2006, la empresa Univision anunciaba el nombramiento de Satcha Pretto como copresentadora del programa "Primer Impacto- Fin de Semana" que se transmitía los sábados y domingos de 5 a 6 de la tarde hora del este. Seis meses después de unirse a la cadena Univision, presentaba el Desfile de las Rosas y lo volvió a hacer en 2008.
En mayo de 2007, Satcha cubre la visita del Papa Benedicto XVI a Brasil y fue escogida para participar en un grupo de 70 periodistas quienes viajaron con el papa durante su visita a Estados Unidos en 2008. Fue la primera periodista femenina de lengua hispana en viajar en la aeronave del papa.
Ha trabajado como presentadora del programa Despierta America desde el 18 de julio de 2011.

## Familia
Satcha Pretto se casó con Aaron Butler el 12 de agosto de 2013 en Barcelona. 
Tienen 2 hijos: 
- Bruce Aaron, nacido el 12 de julio de 2014.
- Alana Christine, nacida el 28 de mayo de 2016.

## Reconocimientos
Entre el 19 y 21 de abril de 2001, Satcha, recibió el reconocimiento de la asociación intercolegial de prensa en Wichita Falls en las competencias en vivo. Ganó el primer lugar en anuncios de televisión. En 2001 fue elegida por la asociación nacional de periodistas hispanos como una de las 12 estudiantes de Estados Unidos y Puerto Rico en ser parte de "El Noticiero". 
También recibió numerosos reconocimientos por sus trabajos como periodista, incluido un Emmy como parte del canal 34 (KMEX) .
Recibió una nominación al premio Emmy por mejor reporte investigativo y un premio de la asociación de productores de prensa de Texas. En 2008, uno de sus reportes investigativos fue finalista del premio Livingston para periodistas menores de 35 años.
En 2006 La revista Vanidades la reconoció su premio "Tributo a la mujer hispana" en la categoría de periodistas. 
La revista "People en Espanol" escogió a Pretto como una de las 10 celebridades mejor vestidas en 2009 y la incluyó en su lista de las "50 más hermosas" en 2010.
Satcha esta profundamente comprometida con el empoderamiento de jóvenes estudiantes y es una actvia participante en muchos proyectos caritativos.
Fue nominada "Smile Ambassador" por la organización sin fines de lucros Operación Sonrisa, un grupo dedicado a reparar deformindades faciales en ninñs mientras desarrollan organizaciones prublicas y privadas para dirigirlas a sistemas de salud para niños y familias.
Es también una corredora y triatleta, participa en numerosas carreras para levantar fondos para caridad. 

## Redes Sociales oficiales y/o no oficiales.
- https://es-la.facebook.com/SatchaPretto
- https://twitter.com/satchapretto
- https://www.instagram.com/satchapretto
- https://www.instagram.com/alanabutlerpretto/